# Vis (overdrachtelijk)
De vis komt veel voor als symbool en wordt in de beeldhouwkunst ook gebruikt als attribuut van de afgebeelde persoon. Verder worden vissen toegepast op wapenschilden en versierselen. Het zogenaamde visblaasmotief is een ornament in de middeleeuwse (raam)traceringen en vertoont enige gelijkenis met een visblaas. 

## Als symbool
De vis was of is symbool voor:
- de godin Freya in de Noorse en Germaanse mythologie;
- vrede, harmonie, opmerkingsgave, geduld en gezonde vruchtbaarheid in de astrologie.
- Christenen

Het logo van de Staatsloterij bestaat uit een grote vis die een kleine vis opeet.
Het sterrenbeeld "vissen" van de Dierenriem wordt in de Egyptische hiërogliefen weergegeven als een liggende 69.

## Als attribuut
In de volgende situaties wordt een vis als attribuut gebruikt:
- een vis en sleutels zijn attributen van de apostel Petrus;
- een vis en bisschoppelijk gewaad zijn attributen van de H. Ulricus;
- een vis met sleutels in de bek zijn attributen van de H. Benno (in bisschoppelijk gewaad);
- een vis aan een bisschopsstaf is het attribuut van de H. Zeno;
- een vis aan de voeten bij de H. Corentinus van Engeland (in bisschopsgewaad).

## Gerelateerde onderwerpen
- Ichthus
- Vis in Nederlandse spreekwoorden en uitdrukkingen en gezegden